# Giovanni Cavalli

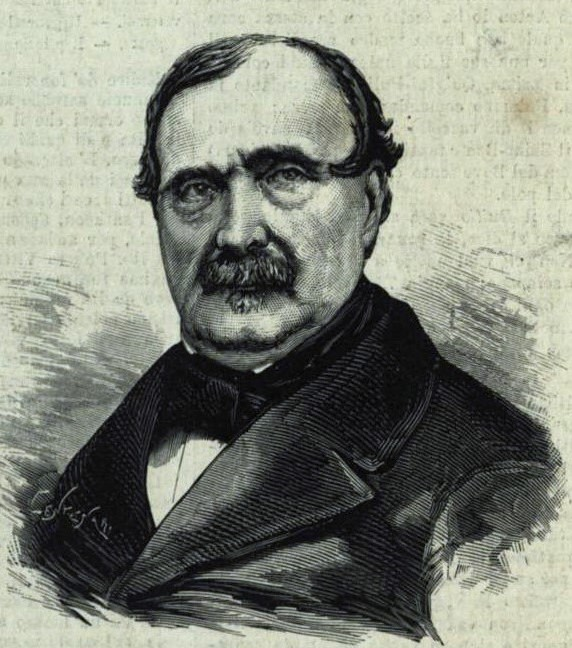
Giovanni Cavalli

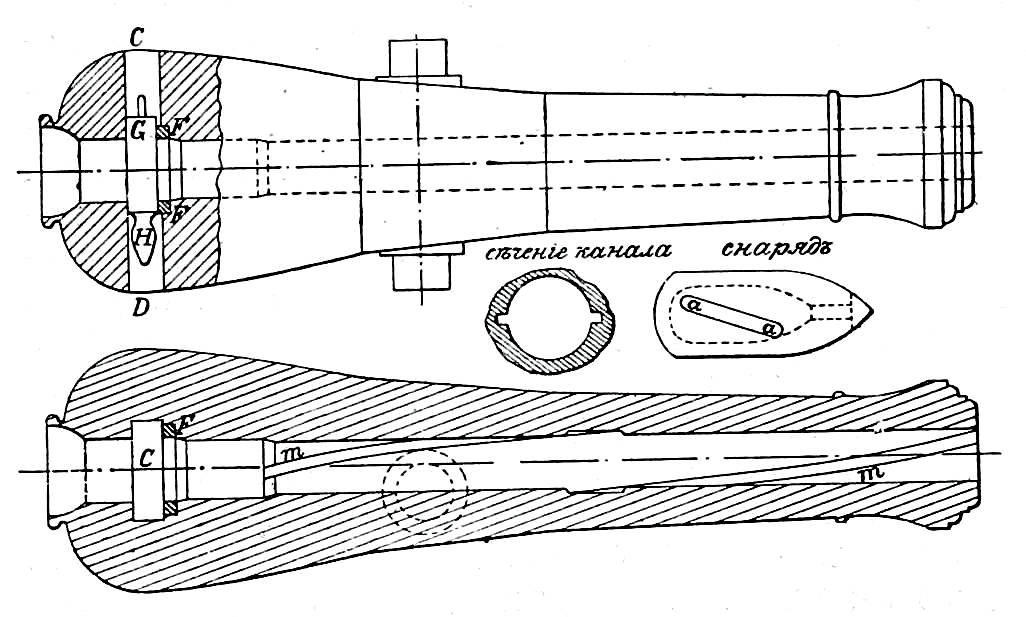

Giovanni Cavalli (ur. 23 lipca 1808 w Novarze, zm. 23 grudnia 1879 w Turynie) – włoski generał, konstruktor broni artyleryjskiej i mostów wojskowych, autor prac teoretycznych dotyczących artylerii.
W roku 1846 skonstruował pierwsze działo z lufą bruzdowaną wyposażone w zamek klinowy. W 1859 roku objął stanowisko kierownika odlewni luf działowych.
W latach 1862–1865 był członkiem komitetu artyleryjskiego, a następnie do 1879 roku komendantem Akademii Wojskowej w Turynie. Działa Cavallego były używane przez włoską artylerię polową do 1882, a jako broń ustawiona na fortyfikacjach do 1914 roku.